# Kristelig Kvindevalgrets-Forening
Kristelig Kvindevalgrets-Forening (KKF) var en dansk kvinnorättsorganisation, verksam mellan 1908 och 1915. Syftet var att verka för Kvinnlig rösträtt. 
Föreningen gav ut sin egen tidning, Kristeligt Kvindeblad. 